# Septoria eupatorii
Septoria eupatorii Roberge ex Desm. – gatunek grzybów z klasy Dothideomycetes. Grzyb mikroskopijny pasożytujący na sadźcu konopiastym (Eupatorium cannabinum) i wywołujący u niego plamistość liści.

## Systematyka i nazewnictwo
Pozycja w klasyfikacji według Index Fungorum: Septoria, Mycosphaerellaceae, Capnodiales, Dothideomycetidae, Dothideomycetes, Pezizomycotina, Ascomycota, Fungi.

## Morfologia
Objawy na liściuW miejscach rozwoju grzybni na górnej stronie liści tworzą się plamy o średnicy 2–5 mm. Są mniej więcej okrągłe, eliptyczne lub nieregularne. Początkowo są jasnobrązowe, z cienką, ciemnobrązową lub purpurowobrązową obwódką, potem stają się brązowe, a ich środek białobrązowy.
Cechy mikroskopoweGrzybnia rozwija się w tkance miękiszowej wewnątrz liści. Pyknidia występują na obydwu stronach liścia. Mają średnicę 52–86 μm, są ciemnobrązowe do czarnych. Ostiole pojedyncze, o średnicy 16–34 μm. Wewnątrz pyknidiów powstają nitkowate, proste lub nieco wygięte konidia o długości 20–40 μm i średnicy (-1) 1,5–2 μm. Zazwyczaj mają 1–3, rzadziej do 5 sept.

## Występowanie
Monofag. Znane jest występowanie S. eupatorii w wielu krajach Europy oraz w Azji, Ameryce Północnej i Południowej. W piśmiennictwie naukowym na terenie Polski podano 3 stanowiska.